# Andre Miller
Andre Lloyd Miller (Los Angeles, 19 marzo 1976) è un ex cestista e allenatore di pallacanestro statunitense, professionista nella NBA.

## Carriera
Soprannominato "il Maestro", è stato scelto nel draft NBA 1999 dai Cleveland Cavaliers con l'ottava scelta assoluta. Nella sua stagione da rookie ha mantenuto una media di 15,8 punti e 8 assist a partita.
Nell'estate del 2002 è stato scambiato insieme a Bryant Stith ai Los Angeles Clippers in cambio di Darius Miles e Harold Jamison. Con i Clippers ha giocato solo un anno prima di passare ai Denver Nuggets.
Il 19 dicembre 2006 si è trasferito da Denver a Philadelphia nello scambio che ha portato Allen Iverson ai Nuggets.
Il 24 luglio 2009 ha firmato un contratto di 3 anni per 21 milioni di dollari con i Portland Trail Blazers.
il 23 giugno 2011 in concomitanza del Draft NBA 2011 ha firmato per i Denver Nuggets, nello scambio che ha portato Raymond Felton ai Portland Trail Blazers. Oltre ad Andre Miller, i Nuggets hanno acquisito una futura seconda scelta e la 26ª scelta del draft Jordan Hamilton dai Dallas Mavericks.
Il 19 febbraio 2014 viene ceduto ai Washington Wizards in una trade che ha coinvolto anche i Philadelphia 76ers.
Il 19 febbraio 2015 viene ceduto ai Sacramento Kings in cambio di Ramon Sessions; debutta il giorno seguente contro i Celtics mettendo a referto 8 punti, 4 rimbalzi e 4 assist in 23 minuti.

## Nazionale
È stato un membro della nazionale statunitense nel Campionato mondiale maschile di pallacanestro 2002.

## Statistiche

### College
| Anno      | Squadra   | PG  | PT | MP   | TC%  | 3P%  | TL%  | RP  | AP  | PRP | SP  | PP   |
| --------- | --------- | --- | -- | ---- | ---- | ---- | ---- | --- | --- | --- | --- | ---- |
| 1995-1996 | Utah Utes | 34  | -  | 25,6 | 53,3 | 31,6 | 69,0 | 3,7 | 4,6 | 1,1 | 0,6 | 8,6  |
| 1996-1997 | Utah Utes | 33  | 32 | 29,5 | 48,6 | 28,6 | 58,2 | 4,7 | 6,1 | 1,8 | 0,4 | 9,8  |
| 1997-1998 | Utah Utes | 34  | 34 | 31,6 | 54,9 | 33,3 | 72,2 | 5,4 | 5,2 | 2,1 | 0,5 | 14,2 |
| 1998-1999 | Utah Utes | 33  | 33 | 33,1 | 49,1 | 26,5 | 69,0 | 5,4 | 5,6 | 2,5 | 0,5 | 15,8 |
| Carriera  | Carriera  | 134 | 99 | 29,9 | 51,3 | 29,4 | 67,6 | 4,8 | 5,4 | 1,9 | 0,5 | 12,1 |

### NBA

#### Regular Season
| Anno      | Squadra             | PG   | PT  | MP   | TC%  | 3P%  | TL%  | RP  | AP    | PRP | SP  | PP   |
| --------- | ------------------- | ---- | --- | ---- | ---- | ---- | ---- | --- | ----- | --- | --- | ---- |
| 1999-2000 | Cleveland Cavaliers | 82   | 36  | 25,5 | 44,9 | 20,4 | 77,4 | 3,4 | 5,8   | 1,0 | 0,2 | 11,1 |
| 2000-2001 | Cleveland Cavaliers | 82   | 82  | 34,7 | 45,2 | 26,6 | 83,3 | 4,4 | 8,0   | 1,5 | 0,3 | 15,8 |
| 2001-2002 | Cleveland Cavaliers | 81   | 81  | 37,3 | 45,4 | 25,3 | 81,7 | 4,7 | 10,9* | 1,6 | 0,4 | 16,5 |
| 2002-2003 | L.A. Clippers       | 80   | 80  | 36,4 | 40,6 | 21,3 | 79,5 | 4,0 | 6,7   | 1,2 | 0,1 | 13,6 |
| 2003-2004 | Denver Nuggets      | 82   | 82  | 34,6 | 45,7 | 18,5 | 83,2 | 4,5 | 6,1   | 1,7 | 0,3 | 14,8 |
| 2004-2005 | Denver Nuggets      | 82   | 82  | 34,8 | 47,7 | 15,4 | 83,8 | 4,1 | 6,9   | 1,5 | 0,1 | 13,6 |
| 2005-2006 | Denver Nuggets      | 82   | 82  | 35,8 | 46,3 | 18,5 | 73,8 | 4,3 | 8,2   | 1,3 | 0,2 | 13,7 |
| 2006-2007 | Denver Nuggets      | 23   | 23  | 35,7 | 47,2 | 25,0 | 72,9 | 4,5 | 9,1   | 1,6 | 0,2 | 13,0 |
| 2006-2007 | Philadelphia 76ers  | 57   | 56  | 37,6 | 46,4 | 5,3  | 80,8 | 4,4 | 7,3   | 1,3 | 0,1 | 13,6 |
| 2007-2008 | Philadelphia 76ers  | 82   | 82  | 36,8 | 49,2 | 8,8  | 77,2 | 4,0 | 6,9   | 1,3 | 0,1 | 17,0 |
| 2008-2009 | Philadelphia 76ers  | 82   | 82  | 36,3 | 47,3 | 28,3 | 82,6 | 4,5 | 6,5   | 1,3 | 0,2 | 16,3 |
| 2009-2010 | Portland T. Blazers | 82   | 66  | 30,5 | 44,5 | 20,0 | 82,1 | 3,2 | 5,4   | 1,1 | 0,1 | 14,0 |
| 2010-2011 | Portland T. Blazers | 81   | 81  | 32,7 | 46,0 | 10,8 | 85,3 | 3,7 | 7,0   | 1,4 | 0,1 | 12,7 |
| 2011-2012 | Denver Nuggets      | 66   | 7   | 27,4 | 43,8 | 21,7 | 81,1 | 3,3 | 6,7   | 1,0 | 0,1 | 9,7  |
| 2012-2013 | Denver Nuggets      | 82   | 11  | 26,2 | 47,9 | 26,6 | 84,0 | 2,9 | 5,9   | 0,9 | 0,1 | 9,6  |
| 2013-2014 | Denver Nuggets      | 30   | 2   | 19,0 | 45,8 | 50,0 | 74,5 | 2,4 | 3,3   | 0,5 | 0,2 | 5,9  |
| 2013-2014 | Wash. Wizards       | 28   | 0   | 14,7 | 46,0 | 66,7 | 83,3 | 2,0 | 3,5   | 0,7 | 0,1 | 3,8  |
| 2014-2015 | Wash. Wizards       | 51   | 0   | 12,4 | 54,2 | 12,5 | 71,8 | 1,5 | 2,8   | 0,3 | 0,0 | 3,6  |
| 2014-2015 | Sacramento Kings    | 30   | 0   | 20,7 | 45,9 | 23,1 | 78,9 | 2,5 | 4,7   | 0,6 | 0,1 | 5,7  |
| 2015-2016 | Minnesota T'wolves  | 26   | 0   | 10,8 | 62,1 | 25,0 | 78,9 | 0,9 | 2,2   | 0,3 | 0,0 | 3,4  |
| 2015-2016 | San Antonio Spurs   | 13   | 4   | 13,9 | 47,9 | 25,0 | 69,2 | 2,1 | 2,2   | 0,5 | 0,0 | 4,3  |
| Carriera  | Carriera            | 1304 | 939 | 30,9 | 46,1 | 21,7 | 80,7 | 3,7 | 6,5   | 1,2 | 0,2 | 12,5 |

#### Play-off
| Anno     | Squadra             | PG | PT | MP   | TC%  | 3P%  | TL%  | RP  | AP  | PRP | SP  | PP   |
| -------- | ------------------- | -- | -- | ---- | ---- | ---- | ---- | --- | --- | --- | --- | ---- |
| 2004     | Denver Nuggets      | 5  | 5  | 34,8 | 47,2 | 0,0  | 81,8 | 4,6 | 3,2 | 1,6 | 0,0 | 15,4 |
| 2005     | Denver Nuggets      | 5  | 5  | 36,8 | 42,4 | 50,0 | 71,9 | 5,2 | 5,2 | 2,0 | 0,2 | 16,2 |
| 2006     | Denver Nuggets      | 5  | 5  | 36,4 | 44,2 | 0,0  | 82,4 | 4,4 | 7,2 | 1,0 | 0,2 | 16,4 |
| 2008     | Philadelphia 76ers  | 6  | 6  | 38,2 | 43,8 | 0,0  | 63,6 | 3,2 | 3,3 | 0,8 | 0,0 | 15,3 |
| 2009     | Philadelphia 76ers  | 6  | 6  | 43,0 | 47,5 | 30,0 | 82,4 | 6,3 | 5,3 | 1,2 | 0,2 | 21,2 |
| 2010     | Portland T. Blazers | 6  | 6  | 35,0 | 40,5 | 42,9 | 77,5 | 3,2 | 6,0 | 1,2 | 0,2 | 15,7 |
| 2011     | Portland T. Blazers | 6  | 6  | 32,3 | 49,3 | 40,0 | 79,2 | 3,2 | 5,5 | 0,3 | 0,0 | 14,8 |
| 2012     | Denver Nuggets      | 7  | 0  | 28,6 | 42,5 | 57,1 | 86,7 | 5,6 | 6,0 | 1,3 | 0,1 | 11,3 |
| 2013     | Denver Nuggets      | 6  | 0  | 25,7 | 42,0 | 45,5 | 77,8 | 3,3 | 3,8 | 0,3 | 0,0 | 14,0 |
| 2014     | Wash. Wizards       | 11 | 0  | 9,8  | 46,3 | 33,3 | 55,6 | 1,0 | 0,8 | 0,2 | 0,0 | 4,0  |
| 2016     | San Antonio Spurs   | 5  | 0  | 7,0  | 42,9 | 33,3 | 100  | 1,0 | 1,4 | 0,0 | 0,0 | 1,8  |
| Carriera | Carriera            | 68 | 39 | 28,4 | 44,6 | 38,3 | 76,8 | 3,5 | 4,1 | 0,9 | 0,1 | 12,6 |

## Palmarès
- NCAA AP All-America First Team (1999)
- NBA All-Rookie First Team (2000)
- Miglior passatore NBA (2002)
- Dodicesimo per numero di assist di sempre NBA
- Quarantaquattresimo miglior giocatore per palle rubate di sempre NBA